# NGC 433
NGC 433 is een open sterrenhoop in het sterrenbeeld Cassiopeia.
NGC 433 werd op 29 september 1829 ontdekt door de Britse astronoom John Herschel.

## Synoniemen
- C 0112+598
- OCl 319
- GC 242
- h 94